# أوراق التاروت

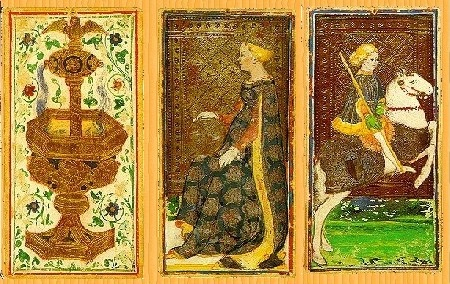
مجموعة أوراق فيسكونتي-سفورزا. ورقة الشيطان إعادة صنع لميثلتها في القرن الخامس عشر.

أوراق التاروت (بالإنجليزية: Tarot) عبارة عن مجموعة من الأوراق تظهر واحداً وعشرين ورقة رابحة، وورقة خاصة تُدعى «المهرج» بالإضافة إلى المجموعة الاعتيادية للأوراق التي توجد في أوراق اللعب العادية. بطاقات التاروت تستخدم في مُعظم أوروبا للعب ألعاب أوراق التاروت.
في الدول التي تتحدث الإنكليزية حيث لا تُعرف ألعاب التاروت على نطاق واسع، تُوظف أوراق التاروت بشكل رئيسي لأغراض العرافة.

## الأصول
دخلت أوراق اللعب أوروبا في نهاية القرن الرابع عشر مع مماليك مصر، بمجموعات من السيوف المعقوفة، العصي، الكؤوس، والعملات. تطورت هذه التصاميم بسرعة إلى المجموعات «اللاتينية» الأساسية للسيوف، العصي، الكؤوس والعملات التي لا تزال مستخدمة في الحزم التقليدية الإيطالية والإسبانية. تشير كل الأدلة إلى أن مجموعات التاروت الأولى صُنعت بين 1410 و1430 في ميلان، فيرارا، أو بولونيا في شمال إيطاليا، حيث أضيفت الأوراق الرابحة الأولى إلى الأوراق ذات الأنماط الأربعة المعتادة. سُميت هذه الأوراق الجديدة في البداية أوراق النصر (carte da trionfi). الدليل الحرفي الأول على وجود أوراق النصر هو تصريح مكتوب في سجلات محكمة فيرارا، في 1442. أقدم أوراق التاروت الناجية من خمسة عشر مجموعة مختلفة رُسمت في منتصف القرن الخامس عشر لعائلة فيسكونتي سفورزا، حكام ميلان.
لا يُعرف متى استخدمت أوراق التاروت لأغراض العرافة للمرة الأولى، ولا توجد أي أمثلة موثقة حتى بداية القرن الثامن عشر. على أي حال فإن العرافة باستخدام أوراق مشابهة تعود إلى 1540، حيث يعرض كتاب نبوءات فرانشيسكو ماركولينو دا فورلي (The Oracles of Francesco Marcolino da Forli) طريقة سهلة للتنبؤ باستحدام مجموعة العملات في أوراق اللعب العادية. توثق مخطوطات من 1735 (مربع السبعات) و1750 معانٍ تنبؤية أساسية لأوراق التاروت، بالإضافة إلى نظام لترتيب الأوراق. في 1765، كتب جاكومو كازانوفا في مذكراته أن عشيقته الروسية تستخدم ورق اللعب للعرافة بشكل متكرر.
في 1781، كتب أنتوان كور دو جيبولين كتب تاريخاً تنبؤياً ونظاماً مفصلاً لاستخدام التاروت في العرافة. منذ نشر هذا التاريخ، كُتبت شروح مفصلة مختلفة لأصول التاروت، معظمها مشكوك في صحتها. لا يوجد دليل على وجود أي تاروت سابق للملون باليد الذي يستخدمه النبلاء الإيطاليون بالرغم من وجود بعض المدارس السرية التي تنسب أصول التاروت إلى مصر القديمة، أو الهند القديمة.
جدير بالذكر أن كلمة (تاروت) هي مقلوب كلمة (توراة) في الكتابة وفي النطق

## استخدام الأوراق

### الألعاب
للعبة الأوروبية التقليدية باستخدام الأوراق، أنظر تاروكي.
للعبة الفرنسية، أنظر تاروت (لعبة).
الاستخدام الموثق الأقدم لأوراق التاروت كان للعب، وظهرت القواعد الأساسية الأولى للعب في مخطوطة مارتينو دا تورتونا (قبل 1425).

### التنبؤ
لتاريخ ووصف استخدام أوراق التاروت في التنبؤ، انظر: قراءة التاروت.

## التاريخ

### مجموعات التاروت القديمة
العلاقة بين أوراق التاروت وأوراق اللعب موثقة بشكل جيد. ظهرت أوراق اللعب للمرة الأولى في أوروبا المسيحية قبل 1367 تاريخ أول دليل موثق على وجودها، منع استخدامها في بيرن السويسرية. قبل ذلك، استخدمت الأوراق لعقود في إسبانيا الإسلامية. تصف المصادر الأوروبية المبكرة مجموعة باثنتين وخمسين ورقة نموذجية كالمجموعات الحديثة، بدون مهرجين. نتجت أوراق التاروت ذات الثماني والسبعين ورقة عن إضافة واحد وعشرين وراقة رابحة، وورقة الأحمق (حديثاً، ورقة المهرج) إلى ستة وخمسين ورقة سابقة (أربع عشرة ورقة لكل نمط).
انتشار أوسع للأوراق في أوروبا يمكن أن يؤرخ (ببعض الثقة) من 1377 قدماً. أوراق التروت تظهر كأنها طُورت بعد أربعين سنة، وذُكرت في النص الناجي لمارتينو دا تورتونا. يُعتقد أن نص دا تورتونا كُتب بين 1418 و1425، بما أنه في 1418 تأكدت عودة الرسام ميكلينو دا بيسوزو إلى ميلان، ومات مارتينو دا تورتونا في 1725. لا يمكن إثبات وجود أوراق التاروت قبل ذلك التاريخ، لكن ذلك يبدو غير محتمل مع كتابة دا تورتونا لنصه قبل خمسة عشر عاماً من المصادر الأخرى المتوفرة.
يصف دا تورتونا مجموعة مشابهة لأوراق التاروت بعدة طرق محددة. ما يصفه قد يكون بادرة التاروت أكثر مما هو تاروت حقيقي؛ فعلى سبيل المثال، تحتوي مجموعته على ستة عشر ورقة رابحة فقط، ولا تشبه ثيماتها ثيمات التاروت المألوفه (لأنها آلهة إغريقية)، والأنماط الأربعة عبارة عن أنواع أربعة من الطيور، وليست الأنماط الإيطالية الشائعة.
ما يجعل أوراق دا تورتونا شبيهة بأوراق التاروت هي الأوراق الرابحة الستة عشر، بسبب كونها أوراقاً منتصرة واضحة في اللعب. بعد خمسة وعشرين عاماً، سماها جاكوبو أنتونيو مارشيلو «رابحات اللعبة». ووُثقت الرسالة التي استخدم فيها مارشيلو هذا المصطلح، ثم نشرت على الإنترنت.

## معرض صور

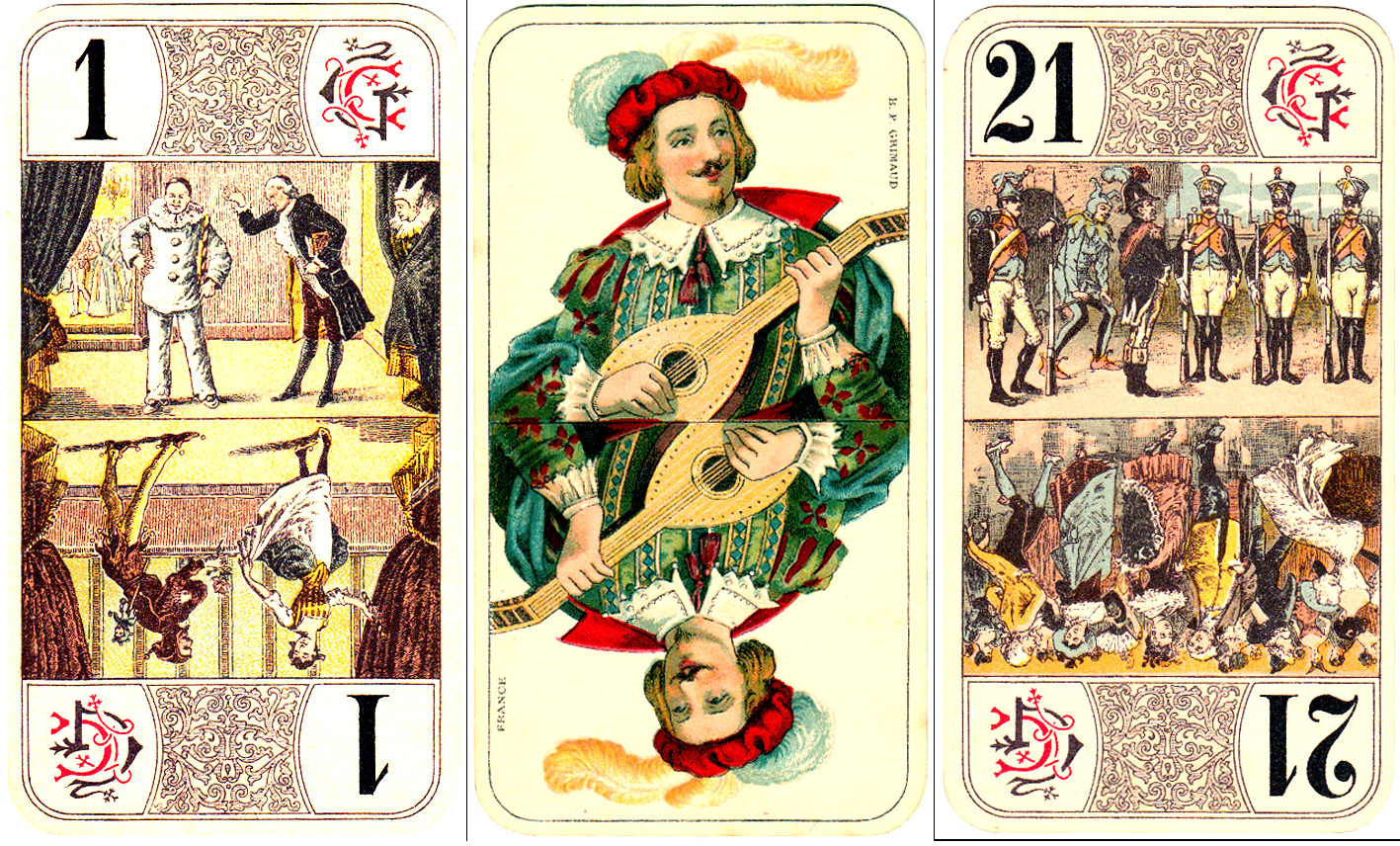
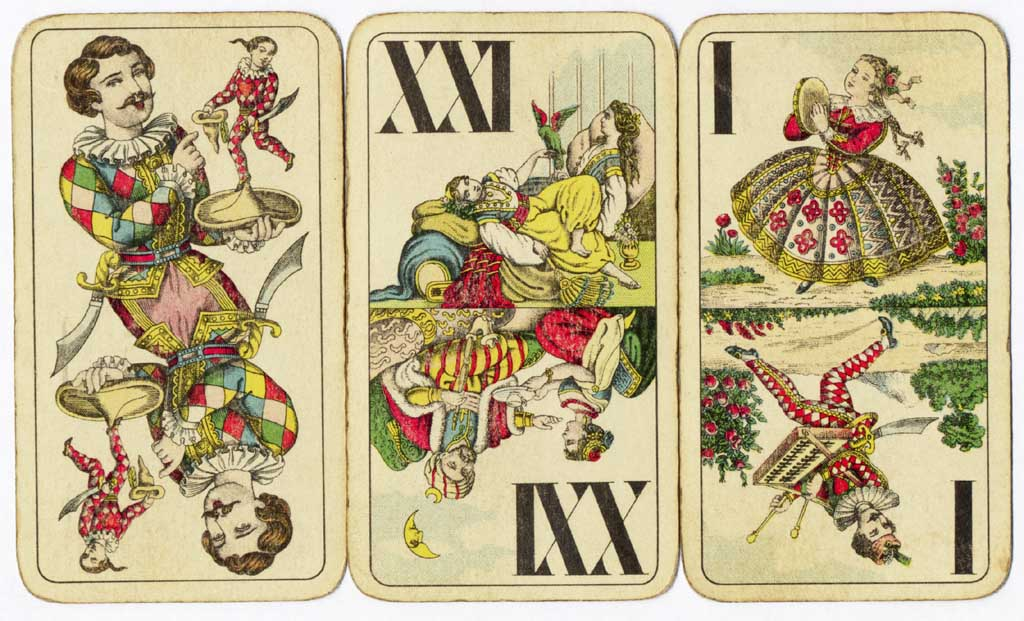
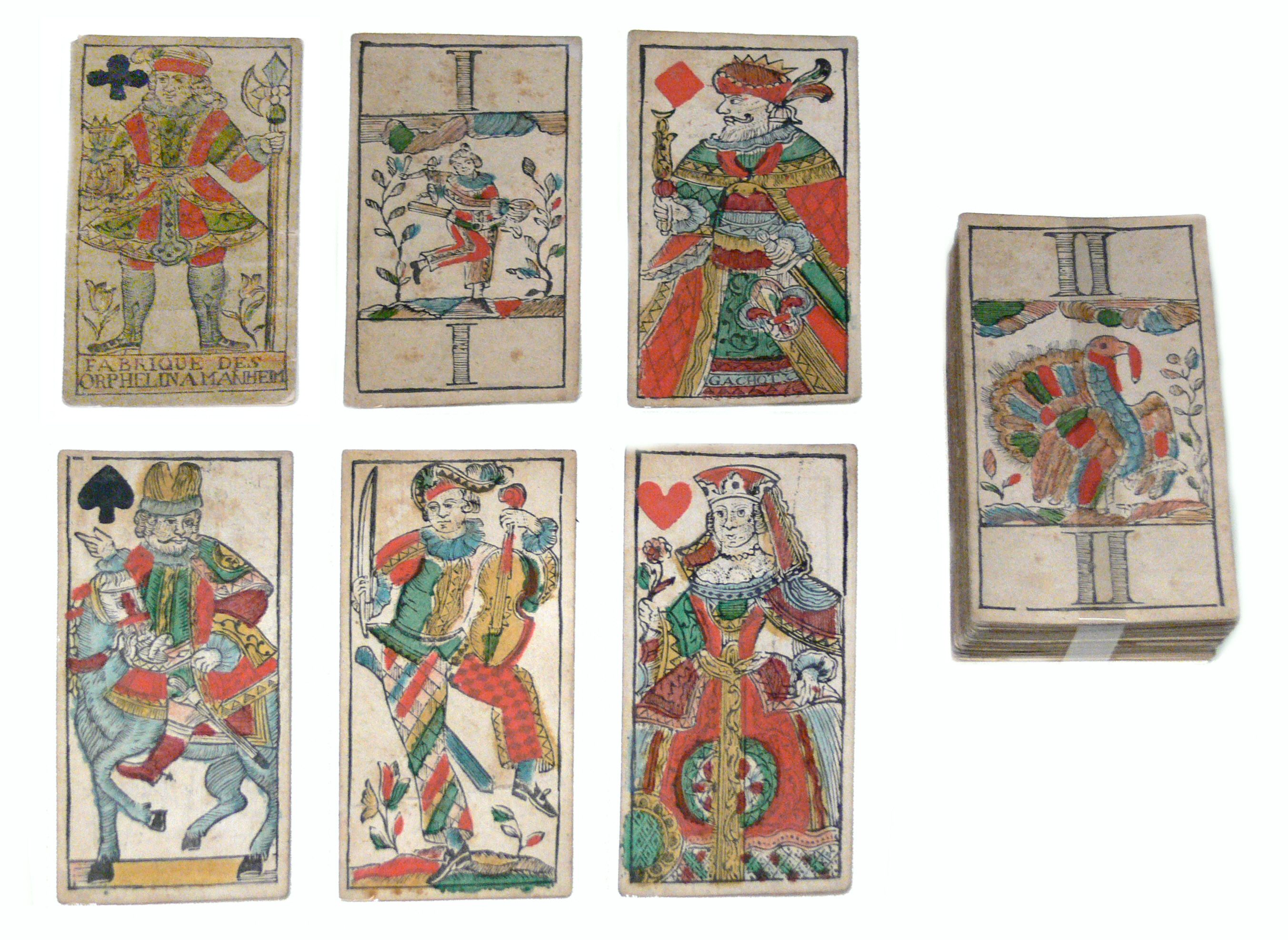
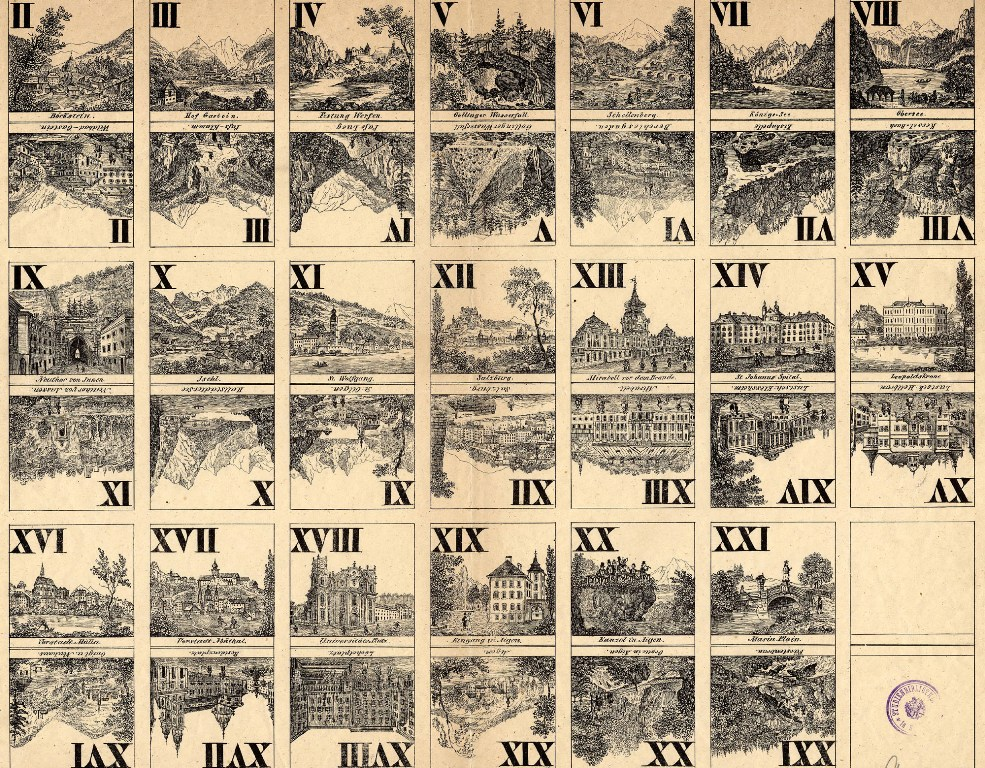
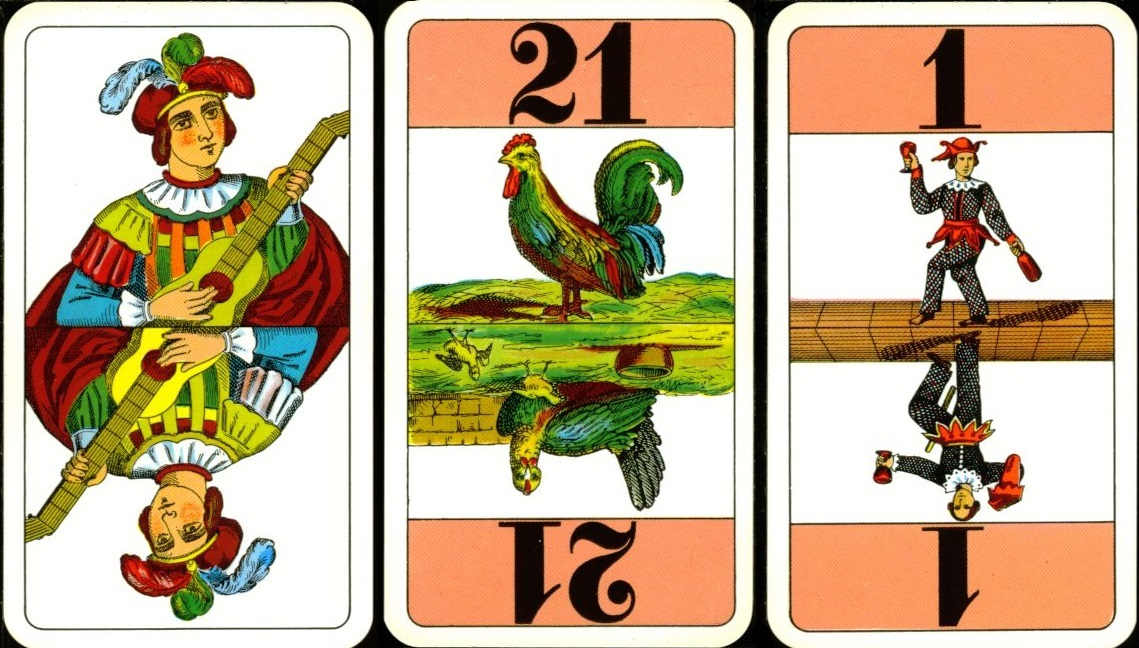

## هوامش
1. ↑  
دوميت، مايكل (1980). لعبة التاروت. جيرالد دوكورث وشركاؤه المحدودة. {{استشهاد بكتاب}}: الوسيط غير المعروف |الرقم المعياري= تم تجاهله يقترح استخدام |ردمك= (مساعدة)
2. ↑  
ْْISBN 1-58542-349-1ْْ
3. ↑  مرجع كتاب
 المؤلف
4. ↑  رسالة جاكوبو أنتونيو مارشيلو نسخة محفوظة 20 أغسطس 2008 على موقع واي باك مشين.